# أسطومة اللحاء
أسطومة اللحاء (الاسم العلمي Nemozoma elongatum)، حشرة من فصيلة الأسطوميات طولها نحو 5 مم. مستطيلة الشكل رأسها وصدرها إلى السمرة، غمداها متباينا الألوان نصفها إلى الشقرة ونصفها الآخر إلى السمرة السوداء. تعيش تحت اللحاء في سراديب الهياكل وغيرها.